# カートリー・アンブローズ
サー・カートリー・エコン・リンウォール・アンブローズ, KCN（英: Sir Curtly Elconn Lynwall Ambrose, KCN、1963年9月21日 - ）は、アンティグア・バーブーダ出身の元プロクリケット選手。元西インド諸島代表。ポジションはボウラー。
西インド諸島代表として98試合のテスト・クリケットに出場した。テスト・クリケットでは、平均20.99で405ウィケットを獲得し、世界最高のボウラーと評価された。
身長203㎝という長身から繰り出されるボールは異様に高くバウンドし、そのペースと正確さも相まって、バッツマンにとっては非常に手強いボウラーであった。現役時代は口数の少ない男で、ジャーナリストと話すのを嫌がることで有名だった。
少年時代はバスケットボールを好んでいたため、クリケットを始めたのは比較的遅かったが、ボウラーとしてすぐに頭角を現した。地域チームやナショナルチームを渡り歩き、1988年に初めて西インド諸島代表に選ばれた。すぐに成功を収め、2000年に引退するまでナショナルチームに在籍した。
特に1993年のオーストラリア戦では、1ランを許しながら7ウィケットを奪い、7/1という驚異の成績を残した。同様に1994年には、イングランドを46失点で完封し、6ウィケットを24失点で奪った。
引退後、アンブローズはレゲエのバンドのベース・ギタリストとして音楽の道を歩んでいる。また、国際クリケット評議会の殿堂入りを果たし、専門家パネルによって西インド諸島のオールタイムXIに選ばれた。